# Thiago Almada
Thiago Ezequiel Almada (Fuerte Apache, 26 aprile 2001) è un calciatore argentino, centrocampista o attaccante dell'Atlético Madrid e della nazionale argentina, con cui è diventato campione del mondo nel 2022.

## Biografia
Il 9 febbraio del 2021 è stata aperta un'inchiesta riguardante lo stupro di una ragazza di 28 anni, avvenuto il 4 dicembre 2020 nella casa di Juan Martín Lucero, in cui i protagonisti risulterebbero Thiago e Miguel Brizuela.

## Caratteristiche tecniche
Di ruolo trequartista, può giocare anche come seconda punta o ala su entrambi i lati del campo. Tecnico, rapido e dotato di un ottimo dribbling, viene definito come uno dei migliori prospetti del calcio argentino. Viene paragonato al connazionale Ángel Correa.
Nel 2018 viene inserito da The Guardian nella lista dei 60 talenti migliori della sua generazione.

## Carriera

### Club

#### Gli inizi
Cresciuto nel settore giovanile del Vélez Sarsfield, ha esordito in prima squadra l'11 agosto 2018, in occasione del match di Primera División vinto 2-0 contro il Newell's Old Boys. Il 5 novembre seguente mette a segno una doppietta nella sfida persa 2-3 contro il Defensa y Justicia. Il 27 aprile 2019 realizza, in Copa de la Superliga, il gol vittoria ai danni del Lanús. Conclude la sua prima stagione da professionista con 4 reti in 21 presenze totali.

#### Atlanta United
Il 4 dicembre 2021 viene annunciato il passaggio del giocatore all'Atlanta United, in MLS, a partire da febbraio 2022. In Mls si impone da protagonista a suon di goal e assist,in due stagioni segna 18 goal con 23 assist,diventando tra i maggiori protagonisti del campionato americano.

#### Botafogo e Lione
Il 6 luglio 2024, Almada passa a titolo definitivo al Botafogo, nella massima serie brasiliana, per circa 25 milioni di dollari (20 milioni di euro); il suo trasferimento diventa la cessione più onerosa nella storia della MLS, nonché l'acquisto più costoso nella storia del campionato brasiliano.
Con i brasiliani gioca per sei mesi, vincendo campionato e Coppa Libertadores e facendo il suo debutto nella neonata Coppa Intercontinentale FIFA; prima di andare in prestito al Olympique Lione durante della sessione di calciomercato invernale, il 15 gennaio 2025.

#### Atlético Madrid
Il 17 luglio 2025 passa a titolo definitivo all'Atlético Madrid per 21 milioni di euro, firmando un contratto valido fino al 2030.

### Nazionale

#### Nazionali giovanili
Dopo aver esordito con la nazionale Under-20 argentina, nel 2021 viene inserito nella lista dei partecipanti ai Giochi olimpici di Tokyo 2020, posticipati di un anno per problemi causati dal COVID-19. Debutta con la selezione olimpica il 25 luglio, in occasione della sfida vinta 1-0 contro l'Egitto.

#### Nazionale maggiore
Il 24 settembre 2022 esordisce con la nazionale maggiore, nell'amichevole vinta per 3-0 contro l'Honduras. Il 17 novembre seguente viene inserito nella rosa per il Campionato mondiale qatariota, in sostituzione dell'infortunato Joaquín Correa. Scende in campo negli ultimi 6 minuti della sfida contro la Polonia, sostituendo Alexis Mac Allister. Al termine della manifestazione, si laurea campione del mondo per la prima volta in carriera, diventando il primo calciatore in MLS a vincere il trofeo.
Il 23 marzo 2023 realizza la sua prima rete per la Selección, in occasione dell'amichevole vinta 2-0 contro il Panama.

## Statistiche

### Presenze e reti nei club
Statistiche aggiornate al 15 gennaio 2025.
| Stagione               | Squadra                | Campionato             | Campionato | Campionato | Coppe nazionali | Coppe nazionali | Coppe nazionali | Coppe continentali | Coppe continentali | Coppe continentali | Altre coppe | Altre coppe | Altre coppe | Totale | Totale |
| Stagione               | Squadra                | Comp                   | Pres       | Reti       | Comp            | Pres            | Reti            | Comp               | Pres               | Reti               | Comp        | Pres        | Reti        | Pres   | Reti   |
| ---------------------- | ---------------------- | ---------------------- | ---------- | ---------- | --------------- | --------------- | --------------- | ------------------ | ------------------ | ------------------ | ----------- | ----------- | ----------- | ------ | ------ |
| 2018-2019              | Vélez Sarsfield        | PD                     | 16         | 3          | CA+CdS          | 1+4             | 0+1             | -                  | -                  | -                  | -           | -           | -           | 21     | 4      |
| 2019-2020              | Vélez Sarsfield        | PD                     | 22         | 4          | CA+CdL          | 2+9             | 0+3             | CS                 | 8                  | 4                  | -           | -           | -           | 41     | 11     |
| 2021                   | Vélez Sarsfield        | PD                     | 20         | 4          | CdL             | 12              | 3               | CL                 | 6                  | 2                  | -           | -           | -           | 38     | 9      |
| Totale Vélez Sarsfield | Totale Vélez Sarsfield | Totale Vélez Sarsfield | 58         | 11         |                 | 28              | 7               |                    | 14                 | 6                  |             |             |             | 100    | 24     |
| 2022                   | Atlanta United         | MLS                    | 29         | 6          | USOC            | 2               | 1               | -                  | -                  | -                  | -           | -           | -           | 31     | 7      |
| 2023                   | Atlanta United         | MLS                    | 31+2       | 11+1       | USOC            | 0               | 0               | -                  | -                  | -                  | LC          | 2           | 1           | 35     | 13     |
| feb.-lug. 2024         | Atlanta United         | MLS                    | 17         | 6          | USOC            | 0               | 0               | -                  | -                  | -                  | -           | -           | -           | 17     | 6      |
| Totale Atlanta Utd     | Totale Atlanta Utd     | Totale Atlanta Utd     | 77+2       | 23+1       |                 | 2               | 1               |                    | -                  | -                  |             | 2           | 1           | 83     | 26     |
| lug.-dic. 2024         | Botafogo               | A                      | 17         | 1          | CB              | 1               | 0               | CL                 | 7                  | 2                  | CiF         | 1           | 0           | 26     | 3      |
| gen.-giu. 2025         | Olympique Lione        | L1                     | 16         | 1          | CF              | -               | -               | UEL                | 4                  | 1                  | -           | -           | -           | 20     | 2      |
| 2025-2026              | Atlético Madrid        | PD                     | 0          | 0          | CR              | 0               | 0               | UCL                | 0                  | 0                  | -           | -           | -           | 0      | 0      |
| Totale carriera        | Totale carriera        | Totale carriera        | 170        | 37         |                 | 31              | 8               |                    | 25                 | 9                  |             | 3           | 1           | 229    | 55     |

### Cronologia presenze e reti in nazionale
| Cronologia completa delle presenze e delle reti in nazionale ― Argentina | Cronologia completa delle presenze e delle reti in nazionale ― Argentina | Cronologia completa delle presenze e delle reti in nazionale ― Argentina | Cronologia completa delle presenze e delle reti in nazionale ― Argentina | Cronologia completa delle presenze e delle reti in nazionale ― Argentina | Cronologia completa delle presenze e delle reti in nazionale ― Argentina | Cronologia completa delle presenze e delle reti in nazionale ― Argentina | Cronologia completa delle presenze e delle reti in nazionale ― Argentina |
| Data                                                                     | Città                                                                    | In casa                                                                  | Risultato                                                                | Ospiti                                                                   | Competizione                                                             | Reti                                                                     | Note                                                                     |
| ------------------------------------------------------------------------ | ------------------------------------------------------------------------ | ------------------------------------------------------------------------ | ------------------------------------------------------------------------ | ------------------------------------------------------------------------ | ------------------------------------------------------------------------ | ------------------------------------------------------------------------ | ------------------------------------------------------------------------ |
| 23-9-2022                                                                | Miami Gardens                                                            | Argentina                                                                | 3 – 0                                                                    | Honduras                                                                 | Amichevole                                                               | -                                                                        | 54’                                                                      |
| 30-11-2022                                                               | Doha                                                                     | Polonia                                                                  | 0 – 2                                                                    | Argentina                                                                | Mondiali 2022 - 1º turno                                                 | -                                                                        | 84’                                                                      |
| 23-3-2023                                                                | Buenos Aires                                                             | Argentina                                                                | 2 – 0                                                                    | Panama                                                                   | Amichevole                                                               | 1                                                                        | 46’                                                                      |
| 19-6-2023                                                                | Giacarta                                                                 | Indonesia                                                                | 0 – 2                                                                    | Argentina                                                                | Amichevole                                                               | -                                                                        | 85’                                                                      |
| 10-10-2024                                                               | Maturín                                                                  | Venezuela                                                                | 1 – 1                                                                    | Argentina                                                                | Qual. Mondiali 2026                                                      | -                                                                        | 46’                                                                      |
| 15-10-2024                                                               | Buenos Aires                                                             | Argentina                                                                | 6 – 0                                                                    | Bolivia                                                                  | Qual. Mondiali 2026                                                      | 1                                                                        | 65’                                                                      |
| 21-3-2025                                                                | Montevideo                                                               | Uruguay                                                                  | 0 – 1                                                                    | Argentina                                                                | Qual. Mondiali 2026                                                      | 1                                                                        | 87’                                                                      |
| 25-3-2025                                                                | Buenos Aires                                                             | Argentina                                                                | 4 – 1                                                                    | Brasile                                                                  | Qual. Mondiali 2026                                                      | -                                                                        | 41’ 68’                                                                  |
| 5-6-2025                                                                 | Santiago del Cile                                                        | Cile                                                                     | 0 – 1                                                                    | Argentina                                                                | Qual. Mondiali 2026                                                      | -                                                                        | 84’                                                                      |
| 10-6-2025                                                                | Buenos Aires                                                             | Argentina                                                                | 1 – 1                                                                    | Colombia                                                                 | Qual. Mondiali 2026                                                      | 1                                                                        | 90+1’                                                                    |
| Totale                                                                   |                                                                          | Presenze                                                                 | 10                                                                       |                                                                          | Reti                                                                     | 4                                                                        |                                                                          |

| Cronologia completa delle presenze e delle reti in nazionale ― Argentina under 20 | Cronologia completa delle presenze e delle reti in nazionale ― Argentina under 20 | Cronologia completa delle presenze e delle reti in nazionale ― Argentina under 20 | Cronologia completa delle presenze e delle reti in nazionale ― Argentina under 20 | Cronologia completa delle presenze e delle reti in nazionale ― Argentina under 20 | Cronologia completa delle presenze e delle reti in nazionale ― Argentina under 20 | Cronologia completa delle presenze e delle reti in nazionale ― Argentina under 20 | Cronologia completa delle presenze e delle reti in nazionale ― Argentina under 20 |
| Data                                                                              | Città                                                                             | In casa                                                                           | Risultato                                                                         | Ospiti                                                                            | Competizione                                                                      | Reti                                                                              | Note                                                                              |
| --------------------------------------------------------------------------------- | --------------------------------------------------------------------------------- | --------------------------------------------------------------------------------- | --------------------------------------------------------------------------------- | --------------------------------------------------------------------------------- | --------------------------------------------------------------------------------- | --------------------------------------------------------------------------------- | --------------------------------------------------------------------------------- |
| 20-1-2019                                                                         | Curicó                                                                            | Paraguay under 20                                                                 | 1 – 1                                                                             | Argentina under 20                                                                | Sudamericano U-20                                                                 | -                                                                                 | 72’                                                                               |
| 22-1-2019                                                                         | Talca                                                                             | Argentina under 20                                                                | 0 – 1                                                                             | Ecuador under 20                                                                  | Sudamericano U-20                                                                 | -                                                                                 | 69’                                                                               |
| 24-1-2019                                                                         | Curicó                                                                            | Uruguay under 20                                                                  | 0 – 1                                                                             | Argentina under 20                                                                | Sudamericano U-20                                                                 | -                                                                                 | 85’                                                                               |
| 29-1-2019                                                                         | Talca                                                                             | Ecuador under 20                                                                  | 2 – 1                                                                             | Argentina under 20                                                                | Sudamericano U-20                                                                 | 1                                                                                 | 70’                                                                               |
| 7-2-2019                                                                          | Rancagua                                                                          | Argentina under 20                                                                | 2 – 1                                                                             | Uruguay under 20                                                                  | Sudamericano U-20                                                                 | -                                                                                 | 90’                                                                               |
| 10-2-2019                                                                         | Rancagua                                                                          | Brasile under 20                                                                  | 1 – 0                                                                             | Argentina under 20                                                                | Sudamericano U-20                                                                 | -                                                                                 | 61’                                                                               |
| Totale                                                                            |                                                                                   | Presenze                                                                          | 6                                                                                 |                                                                                   | Reti                                                                              | 1                                                                                 |                                                                                   |

| Cronologia completa delle presenze e delle reti in nazionale ― Argentina olimpica | Cronologia completa delle presenze e delle reti in nazionale ― Argentina olimpica | Cronologia completa delle presenze e delle reti in nazionale ― Argentina olimpica | Cronologia completa delle presenze e delle reti in nazionale ― Argentina olimpica | Cronologia completa delle presenze e delle reti in nazionale ― Argentina olimpica | Cronologia completa delle presenze e delle reti in nazionale ― Argentina olimpica | Cronologia completa delle presenze e delle reti in nazionale ― Argentina olimpica | Cronologia completa delle presenze e delle reti in nazionale ― Argentina olimpica |
| Data                                                                              | Città                                                                             | In casa                                                                           | Risultato                                                                         | Ospiti                                                                            | Competizione                                                                      | Reti                                                                              | Note                                                                              |
| --------------------------------------------------------------------------------- | --------------------------------------------------------------------------------- | --------------------------------------------------------------------------------- | --------------------------------------------------------------------------------- | --------------------------------------------------------------------------------- | --------------------------------------------------------------------------------- | --------------------------------------------------------------------------------- | --------------------------------------------------------------------------------- |
| 25-7-2021                                                                         | Sapporo                                                                           | Egitto olimpica                                                                   | 0 – 1                                                                             | Argentina olimpica                                                                | Olimpiadi 2020 - 1º turno                                                         | -                                                                                 | 89’                                                                               |
| 28-7-2021                                                                         | Saitama                                                                           | Spagna olimpica                                                                   | 1 – 1                                                                             | Argentina olimpica                                                                | Olimpiadi 2020 - 1º turno                                                         | -                                                                                 | 70’                                                                               |
| 24-7-2024                                                                         | Saint-Etienne                                                                     | Argentina olimpica                                                                | 1 – 2                                                                             | Marocco olimpica                                                                  | Olimpiadi 2024 - 1º turno                                                         | -                                                                                 |                                                                                   |
| 27-7-2024                                                                         | Lione                                                                             | Argentina olimpica                                                                | 3 – 1                                                                             | Iraq olimpica                                                                     | Olimpiadi 2024 - 1º turno                                                         | 1                                                                                 | 86’                                                                               |
| 30-7-2024                                                                         | Lione                                                                             | Ucraina olimpica                                                                  | 0 – 2                                                                             | Argentina olimpica                                                                | Olimpiadi 2024 - 1º turno                                                         | 1                                                                                 | 81’                                                                               |
| 2-8-2024                                                                          | Bordeaux                                                                          | Francia olimpica                                                                  | 1 – 0                                                                             | Argentina olimpica                                                                | Olimpiadi 2024 - Quarti di finale                                                 | -                                                                                 |                                                                                   |
| Totale                                                                            |                                                                                   | Presenze                                                                          | 6                                                                                 |                                                                                   | Reti                                                                              | 2                                                                                 |                                                                                   |

## Palmarès

### Club

#### Competizioni nazionali
- Campionato brasiliano: 1

Botafogo: 2024

#### Competizioni internazionali
- Coppa Libertadores: 1

Botafogo: 2024

### Nazionale
- Campionato mondiale: 1

Qatar 2022

### Individuale
- Miglior calciatore giovane della Major League Soccer: 1

2023
- MLS Best XI: 1

2023